# Patrick Moore
Sir Alfred Patrick Caldwell-Moore, kendt som Patrick Moore (født 4. marts 1923, død 9. december 2012) var en engelsk amatørastronom, der havde opnået en prominent status i Storbritannien inden for astronomi som forsker, forfatter samt radio- og tv-kommentator om denne videnskab. Han skrev over 70 bøger og var vært i BBC-programmet The Sky at Night, der har været vist uafbrudt med Moore som vært siden 1957.
De såkaldte "flyvende tallerkener" tog Patrick Moore allerede på et tidligt tidspunkt afstand fra. Mindre kendt er det, at han i sine yngre dage også var kendt for at lave practical jokes, og som sådan formodes at være en af ophavsmændene til bogen Rumskib fra en fremmed planet med den fiktive Cedric Allingham angivet som forfatter – en beretning om mødet med en landet Mars-mand. Sir Patrick afviste dog altid at kommentere denne sag.
Den berømte excentriker var arbejdsom og aktiv i en høj alder og beholdt sin flegmatiske og humoristiske sans op i årene, og som han udtrykte det: ”Jeg gør som Mark Twain. Får min daglige avis og slår op på nekrologerne. Og hvis jeg ikke er nævnt, så fortsætter jeg bare som vanligt.”